# Étang de Gruissan
L'étang de Gruissan est un étang lagunaire français situé en bordure de la Méditerranée, dans le département de l'Aude, en région Occitanie, et dont le nom provient de la commune de Gruissan qu’il jouxte.

## Description
L’étang de Gruissan fait partie — de même que l’étang de Bages-Sigean, l’étang de l'Ayrolle et l’étang de Campignol — du Parc naturel régional de la Narbonnaise en Méditerranée. Il couvre une surface de 145 hectares, pour une profondeur moyenne de 55 centimètres, qui atteint au plus profond 1,20 mètre. Étang d’eau saumâtre, il communique avec la mer grâce à un chenal d’une longueur de 2,5 kilomètres, le canal du Grazel qui traverse l'étang du Grazel.

L'étang de Gruissan et ses abords sont inscrits au titre des sites naturels depuis 1963.

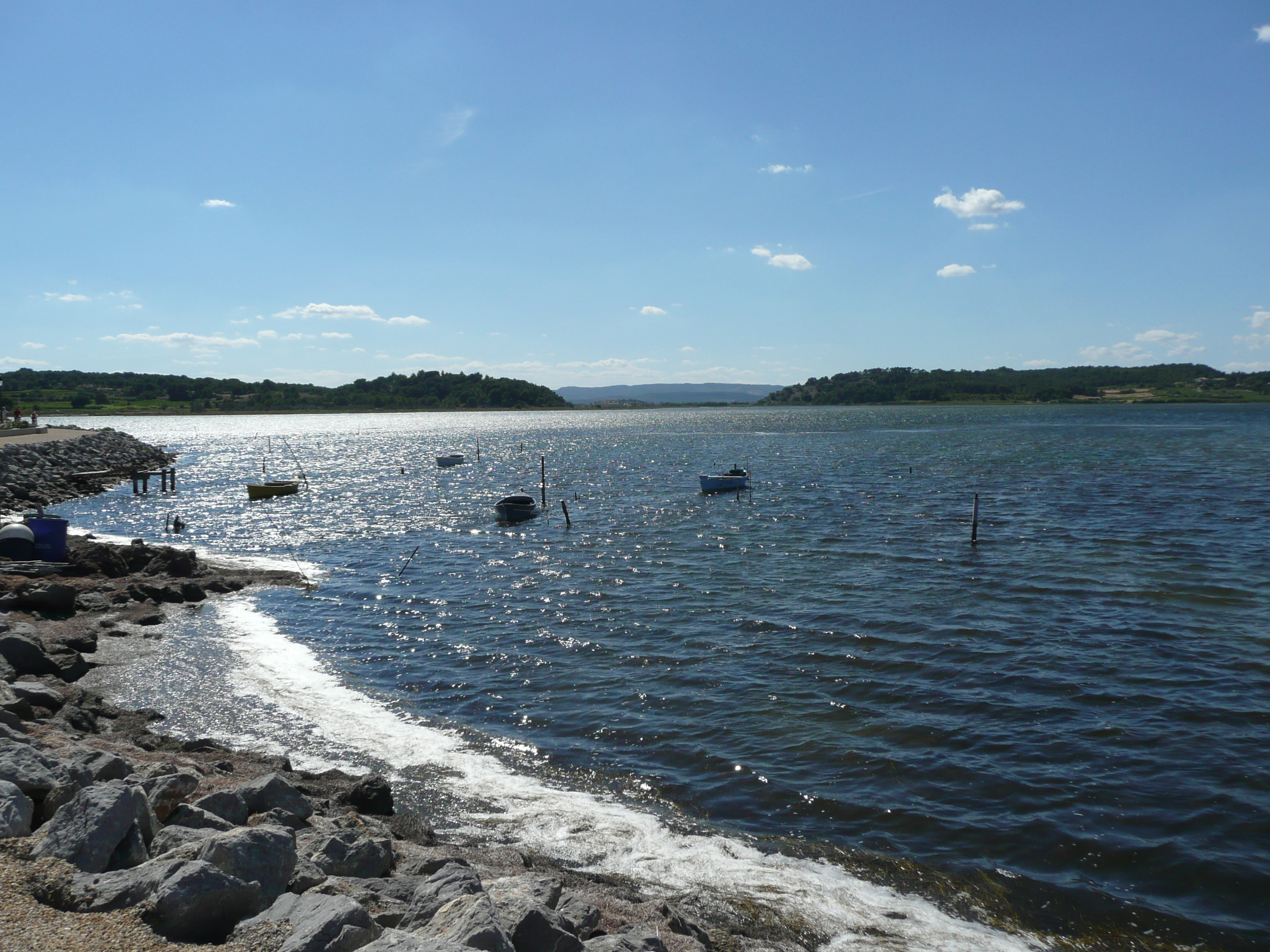
Étang de Gruissan (2010).
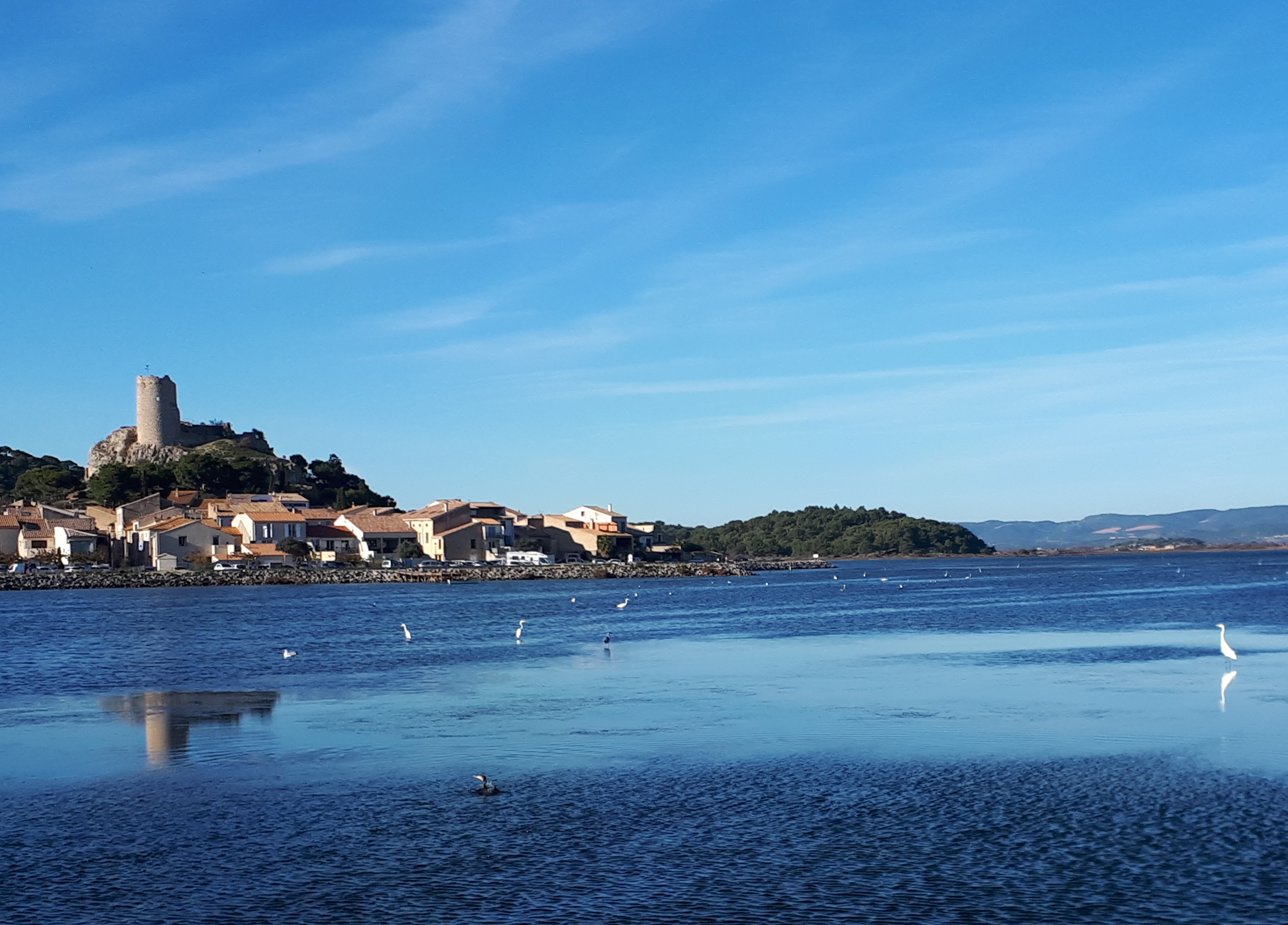
Aigrettes sur l'étang de Guissan.
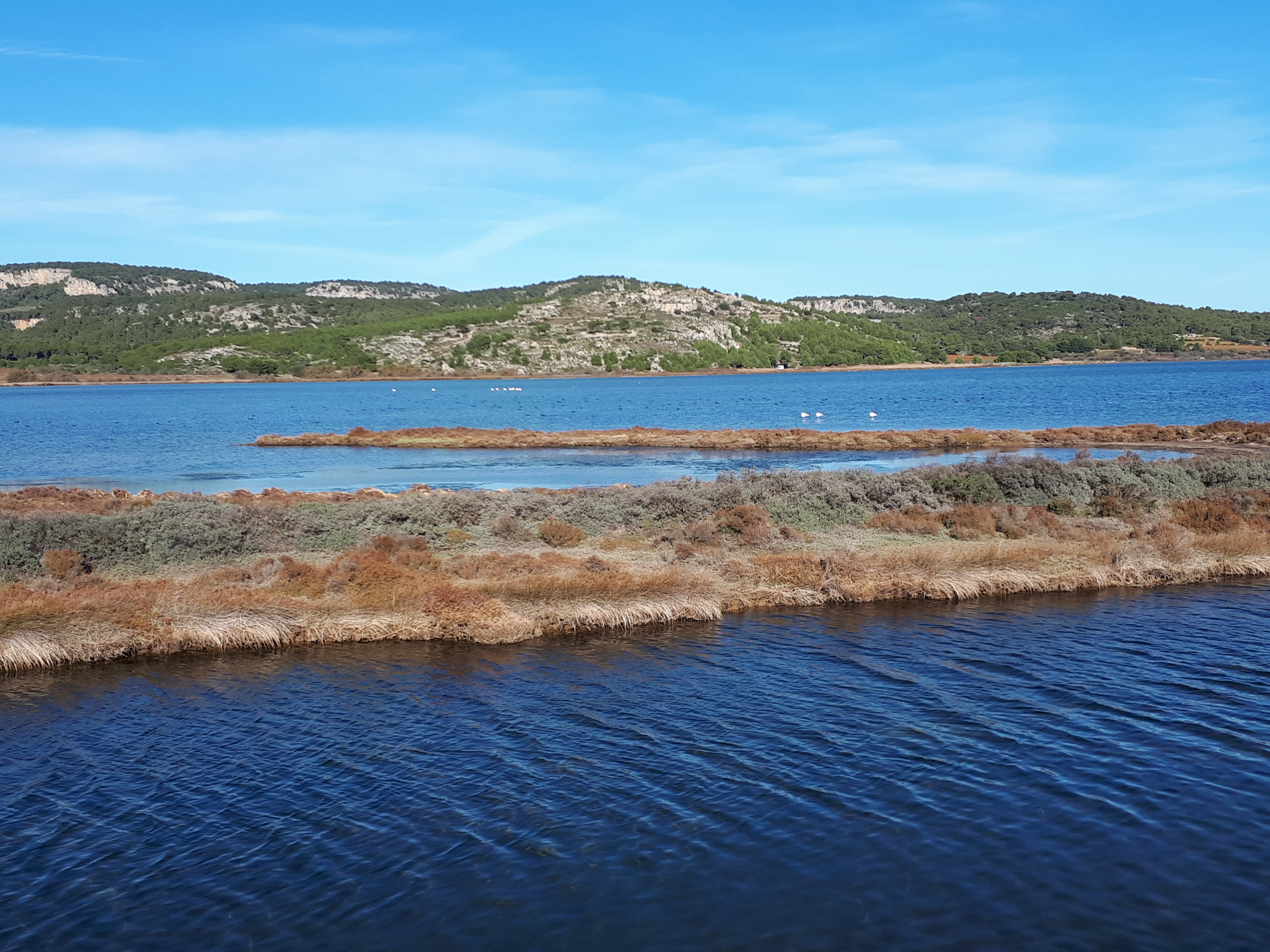
Étang de Gruissan secteur nord-ouest.